# Dolní Líštná

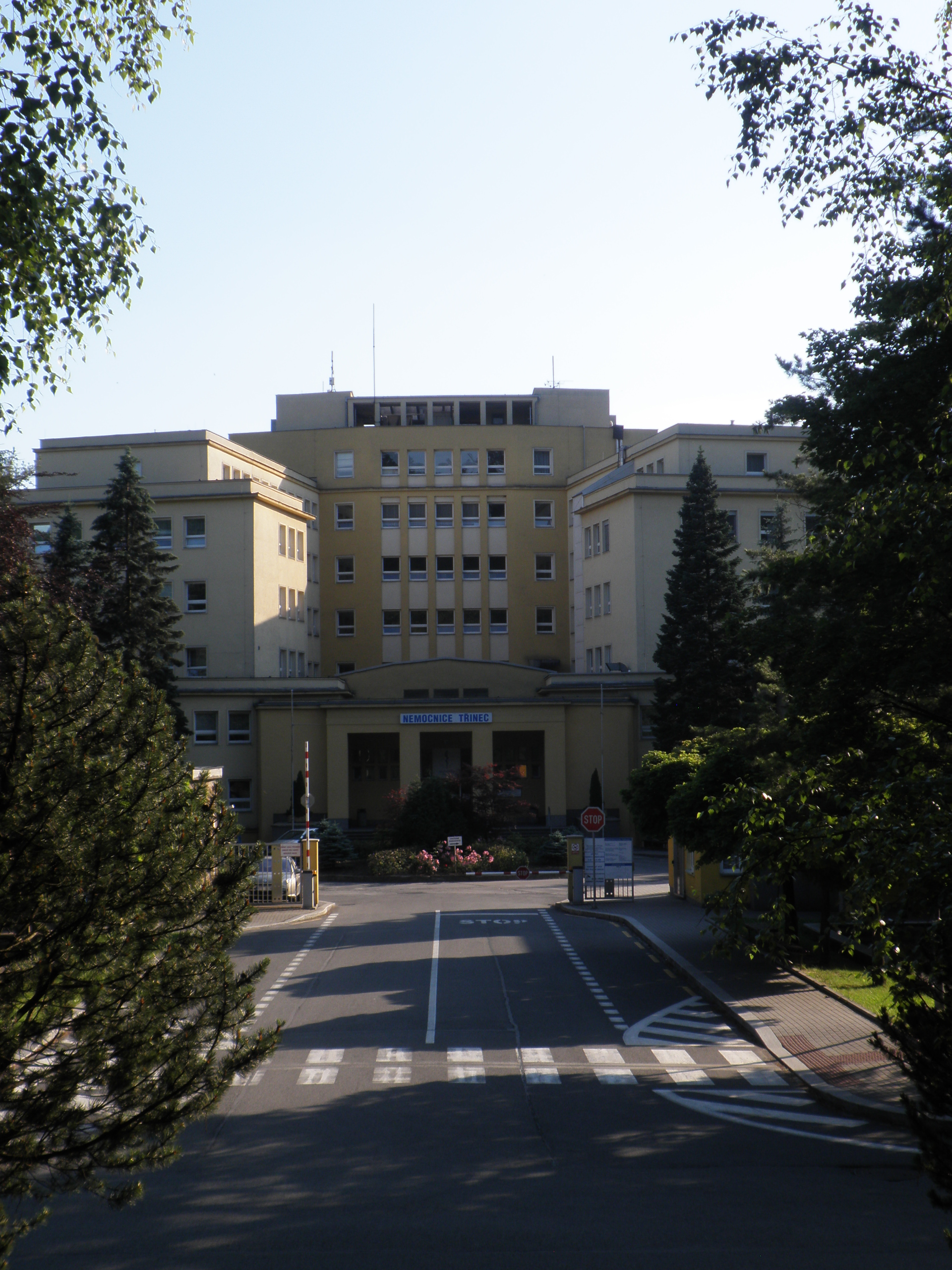
Krankenhaus

Dolní Líštná (polnisch Leszna Dolna, deutsch Nieder Lischna) ist ein Ortsteil der Stadt Třinec in Tschechien. Er liegt nördlich des Stadtzentrums von Třinec und gehört zum Okres Frýdek-Místek.

## Geschichte
Der Ort wurde um 1305 im Liber fundationis episcopatus Vratislaviensis (Zehntregister des Bistums Breslau) erstmals urkundlich als "Item in Lesna Snessonis" erwähnt. Der Name ist abgeleitet von Haseln (polnisch leszczyna, Teschener Mundarten lyska). Das ursprüngliche Adjektiv Snessonis deutet auf Besitz von einem Ritter namens Snesson im Unterschied zum fürstlichen Lesna principis (heute Leszna Górna in Polen). Später wurde es mit dem Adjektiv Polnisch (1430: von der polnischen lehsen (…), 1457: puol Polske Lesszczne), im Unterschied zu Nemeczsk[a] Lessczn[a] (wörtlich Deutsch Leschna, nach Magdeburger Recht), ab dem 16. Jahrhundert wurden beide Orte als Nieder und Ober unterschieden.
Politisch gehörte das Dorf ursprünglich zum Herzogtum Teschen, dies bestand ab 1290 in der Zeit des polnischen Partikularismus. Seit 1327 bestand das Herzogtum als Lehnsherrschaft des Königreichs Böhmen und seit 1526 gehörte es zur Habsburgermonarchie.
Um 1800 gab es 297 mehrheitlich evangelische Bewohner polnisch-schlesischer Mundart, die römisch-katholische Minderheit war nach Ober Lischna eingepfarrt.
Nach der Aufhebung der Patrimonialherrschaften bildete es ab 1850 eine Gemeinde in Österreichisch-Schlesien, Bezirk Teschen und Gerichtsbezirk Teschen. In den Jahren 1880 bis 1910 stieg die Einwohnerzahl von 1026 im Jahr 1880 auf 1632 im Jahr 1910 an, es waren überwiegend Polnischsprachige (zwischen 96,3 % und 97,9 %), im Jahr 1880 auch 32 (3,2 %) Tschechischsprachige oder im Jahr 1900 40 (2,4 %) Deutschsprachige. Im Jahre 1910 waren 49,5 % römisch-katholisch, 49,4 % evangelisch, es gab 18 (1,1 %) Juden.
Nach der Gründung der Tschechoslowakei gehörte der Ort im Teschener Schlesien zu den Streitgegenständen im Polnisch-Tschechoslowakischen Grenzkrieg. Ab 1920 war es Teil des Bezirkes Český Těšín. Nach dem Münchner Abkommen kam Leszna Dolna 1938 zu Polen und nach der Eroberung durch das Deutsche Reich gehörte Nieder Lischna  von 1939 bis 1945 zum Landkreis Teschen. Nach dem Ende des Zweiten Weltkrieges kam der Ort zur Tschechoslowakei zurück. 1946 erfolgte die Eingemeindung nach Třinec. Die Einwohnerzahl stieg besonders dank einer Plattenbausiedlung an der Grenze zu Lyžbice.